# モラヴィア兄弟団

モラヴィア教会の紋章

モラヴィア兄弟団（モラヴィアきょうだいだん、チェコ語:Moravští bratři）は、共通の体験、交わり、分かち合いを回復することによって教会の革新を目指す共同体運動の一つ。ドイツにおいてはモラヴィア教会（Herrnhuter Brüdergemeine）と呼ばれた。

## ヘルンフート

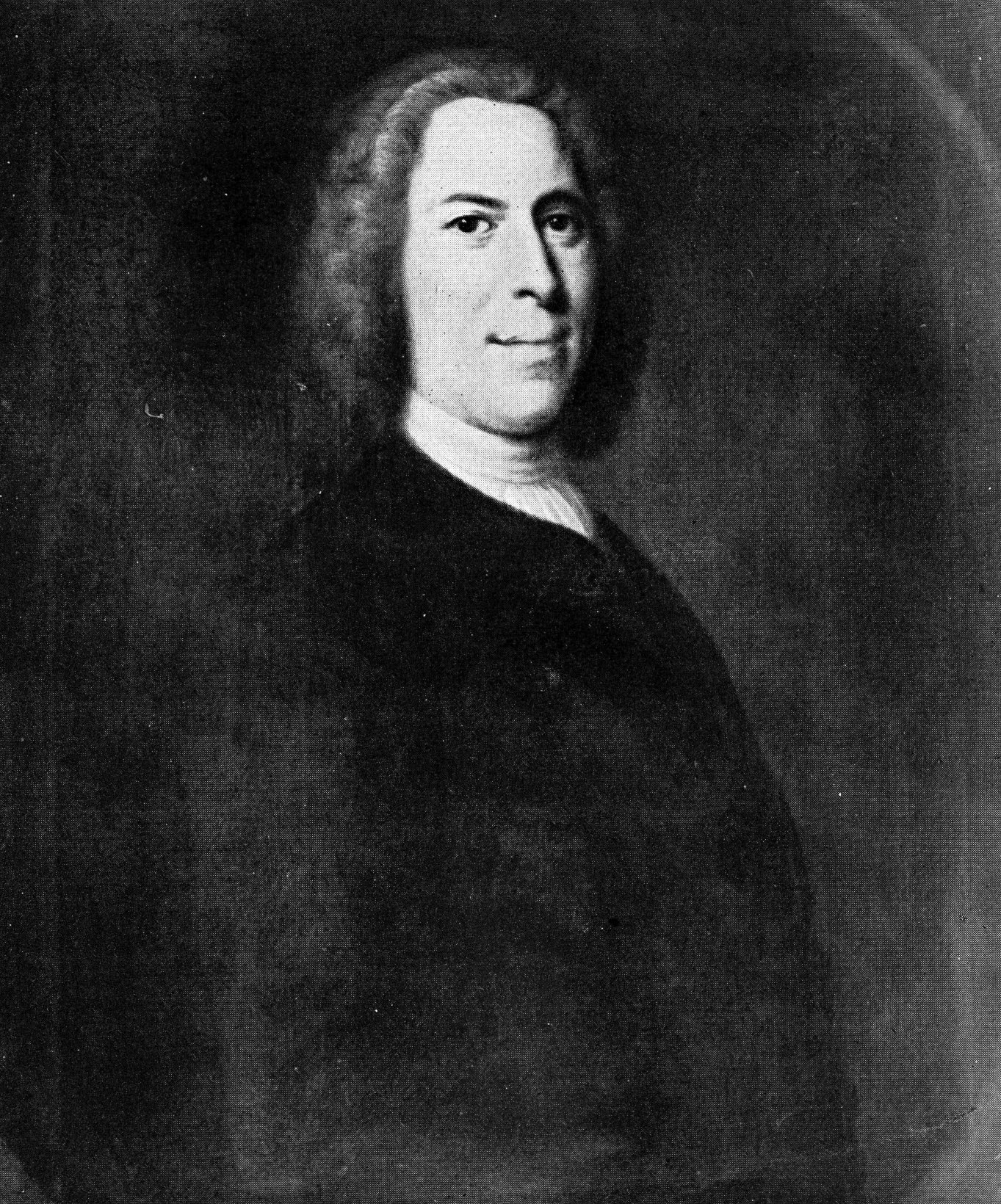
ニコラウス・フォン・ツィンツェンドルフ

1722年ツィンツェンドルフ伯爵の領地にモラヴィアから逃れてきたフス派、兄弟団の群れが、ヘルンフート（主の守り）と呼ばれる共同体を形成した。各地で迫害されていた敬虔派やアナバプテストも逃れてきたが互いに権利を主張しあって問題が絶えなかった。しかし、1727年8月13日の聖餐式で全員が聖霊の力を経験して、その結果として財産共同体が発足した。1737年にニコラウス・フォン・ツィンツェンドルフが監督となる。

## ジョン・ウェスレーとメソジストへの影響
ジョン・ウェスレーは1735年アメリカのジョージアへ行く途中に、モラヴィア兄弟団の存在を知り、生活を共にしてモラヴィア兄弟団の敬虔主義の影響を強く受けた。航海中の嵐の中で平安を保ち、神を賛美するモラヴィア兄弟団に感動したのである。上陸後モラヴィア兄弟団の指導者シュパンゲンベルクはウェスレーに「あなたはイエス・キリストを知っておられますか？」と尋ねた。後の1738年、アルダスゲイトでモラヴィア兄弟団の宣教師ペーター・ベーラーの信仰義認の説教を聞いて、信仰の確信を得、第二の回心ともいうべき体験をしている。このように、モラヴィア兄弟団の敬虔主義は、後に形成されたメソジストにも大きな影響を与えた。

## 世界宣教
モラヴィア兄弟団は、1732年にセントトマス島に2人、グリーンランドに3人の宣教師を派遣した。1732年には、ゲオルク・シュミットら宣教師を多く派遣し、18世紀、19世紀の世界宣教に貢献した。
『日々の聖句』と呼ばれるキリスト教の聖句集が毎年刊行されて各国語に訳されていて、宗派に関わらず広く読まれている。

## 世界遺産
モラヴィア兄弟団によって建設されたデンマークのクリスチャンスフェルドは2015年に世界遺産に登録された。2024年に同じモラヴィア兄弟団の入植地であるドイツのヘルンフート、イギリスのグレースヒルとアメリカのベスレヘムも登録された。4か所はいずれもゲマインハウス（公会堂）、教会、聖歌隊の建物および墓地を含む、独特のモラヴィア様式の建物がある。

### 登録基準
この世界遺産は世界遺産登録基準のうち、以下の条件を満たし、登録された（以下の基準は世界遺産センター公表の登録基準からの翻訳、引用である）。
- (3) 現存するまたは消滅した文化的伝統または文明の、唯一のまたは少なくとも稀な証拠。
- (4) 人類の歴史上重要な時代を例証する建築様式、建築物群、技術の集積または景観の優れた例。